# Kay Thompson
Kay Thompson, n. Catherine Louise Fink (St. Louis, Missouri, 9 de novembre, 1909 - New York City, U.S. 2 de juliol de 1998) va ser una autora, cantant, arranjadora vocal, professora vocal, compositora, músic, ballarina, actriu i coreògrafa nord-americana. Es va fer famosa per crear els llibres infantils d'Eloise i pel seu paper a Funny Face (Funny Face (pel·lícula de 1957).

## Joventut i família
Thompson era el segon dels quatre fills de Leo George Fink, amo d'una casa d'empenyorament i joier jueu d'origen austríac, i la seva dona d'origen nord-americà, Harriet Adelaide "Hattie" Tetrick, una cristiana. Els pares de Thompson es van casar el 29 de novembre de 1905 a East St. Louis, comtat de St. Clair, Illinois.
Els germans de Thompson eren Blanche Margaret Hurd, George "Bud" Fink, Jr. i Marian Antoinette Doenges.

## Treball de ràdio
Thompson va començar la seva carrera a la dècada de 1930 com a cantant i directora coral de ràdio. La seva primera gran oportunitat va ser com a cantant habitual al "Bing Crosby-Woodbury Show Bing Crosby Entertains" (CBS, 1933–34). Això la va portar a un lloc habitual a "The Fred Waring-Ford Dealers Show" (NBC, 1934–35) i després, amb el director Lennie Hayton, va cofundar "The Lucky Strike Hit Parade" (CBS, 1935) on va conèixer (i més tard es va casar) el trombonista Jack Jenney. "Thompson and Her Rhythm Singers" es van unir a "André Kostelanetz and His Orchestra" per a l'exitosa sèrie "The Chesterfield Radio Program" (CBS, 1936), seguida de "It's Chesterfield Time" (CBS, 1937) per a la qual Thompson i el seu gran cor es van associar amb "Hal Kemp i His Orchestra".
Per al seu debut cinematogràfic, Thompson i el seu cor van interpretar dues cançons al musical "Manhattan Merry-Go-Round de Republic Pictures" (1937). El 1939, es va reunir amb André Kostelanetz per a "Tune-Up Time" (CBS), un programa produït per la llegenda de la ràdio William Spier (que més tard es va casar amb Thompson el 1942). En una entrega de "Tune-Up Time" l'abril de 1939, Judy Garland, de 16 anys, va ser convidada. Va ser en aquest moment quan Thompson va conèixer i va treballar amb Garland, desenvolupant una estreta amistat personal i una associació professional que va durar la resta de la vida de Garland.

## Hollywood

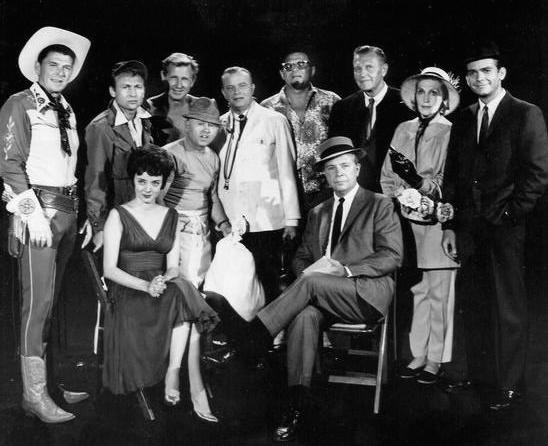
Estrelles convidades per a l'episodi d'estrena de 1961 de "The Dick Powell Show", "Who Killed Julie Greer?". Dempeus, des de l'esquerra: Ronald Reagan, Nick Adams, Lloyd Bridges, Mickey Rooney, Edgar Bergen, Jack Carson, Ralph Bellamy, Kay Thompson, Dean Jones. Asseguts, des de l'esquerra, Carolyn Jones i Dick Powell.

El 1943, Thompson va signar un contracte exclusiu amb MGM per convertir-se en la millor arranjadora vocal, professora vocal i directora coral de l'estudi. Va exercir d'arranjadora vocal principal de molts dels musicals MGM del productor Arthur Freed i de professora vocal d'estrelles com Judy Garland, Lena Horne, Frank Sinatra i June Allyson. Alguns dels molts musicals de MGM dels quals Thompson va ser la professora vocal inclouen Ziegfeld Follies (1945), The Harvey Girls (1946), Till the Clouds Roll By (1946), Good News (1947) i The Pirate (en català El pirata, 1948).
Com a actriu de cinema, Thompson només va interpretar un paper important: el de l'editor de moda Maggie Prescott al musical Funny Face (1957) per a Paramount Pictures. Reunida amb el productor i compositor Roger Edens i el director Stanley Donen, els seus col·legues de la MGM, Thompson va obtenir elogis de la crítica pel seu estil elegant com a editora basat en l'editora de "Harper's Bazaar Diana Vreeland", obrint la pel·lícula amb el seu esclatant "Think Pink!" i fent duets amb Fred Astaire i Audrey Hepburn.
En una entrevista del 6 de desembre de 2006 a "Turner Classic Movies", Donen va dir que Funny Face es va fer a Paramount amb un equip principalment de MGM, incloent Donen, Edens i Thompson, perquè Paramount Pictures no llançaria Hepburn per a cap pel·lícula excepte una feta a Paramount. Thompson només va actuar en un llargmetratge addicional, Tell Me That You Love Me, Junie Moon de 1970, perquè, segons la seva estrella Liza Minnelli, a Thompson no li agradava la velocitat lenta de la producció de pel·lícules.

## Espectacle de club nocturn
Thompson va deixar MGM el 1947 després de treballar a The Pirate per crear l'acte de club nocturn "Kay Thompson and the Williams Brothers", amb els quatre homes Williams com a cantants i ballarins de suport. Van debutar a Las Vegas el 1947 i es van convertir en una sensació de la nit al dia. En un any, van ser l'espectacle de discoteca més ben pagat del món, batent rècords allà on apareguessin. Ella va escriure les cançons, i Robert Alton va fer la coreografia original de l'acte.
Eloïsa

Article principal: Eloïse (books) a la Viquipèdia anglesa
Thompson, que vivia al Plaza Hotel de la ciutat de Nova York, es va fer més notable com l'autor de la sèrie de llibres infantils Eloise. El personatge d'Eloise va ser desenvolupat per l'autora a partir del seu amic imaginari de la infància i alter ego, amb una veu en la qual Thompson va parlar al llarg de la seva vida, segons el seu biògraf, el cineasta Sam Irvin. La fillola de Thompson, Liza Minnelli, va ser sovint especulada com un possible model per a Eloise.
Els quatre llibres de la sèrie, cadascun il·lustrat per Hilary Knight, són Eloise (Simon & Schuster, 1955), Eloise in Paris (Simon & Schuster, 1957), Eloise at Christmastime (Random House, 1958) i Eloise in Moscou (Simon & Schuster, 1957). Schuster, 1959). Segueixen les aventures d'una precoç nena de sis anys que viu a "The Plaza". Tots van ser èxits de vendes quan es van estrenar i s'han adaptat a projectes de televisió. Thompson va compondre i interpretar una cançó d'èxit del Top 40, "Eloise" (Cadence Records, 1956).
Un cinquè llibre, Eloise Takes a Bawth, va ser publicat pòstumament per Simon & Schuster l'any 2002, recollit dels manuscrits originals de Thompson, una vegada programats per a la publicació de 1964 per Harper & Row. Tanmateix, el 1964 Thompson es va cremar a Eloise; va bloquejar la publicació i va treure tot menys el primer llibre exhaurit.

## Enregistraments
Com a cantant, Thompson va fer molt pocs discos, començant per una cara, "Take a Number from One to Ten", en una sessió de 1934 de la banda de Tom Coakley. El 1935, va gravar quatre cares per a Brunswick ("You Hit The Spot", "You Let Me Down", "Don't Mention Love To Me" i "Out of Sight, Out of Mind"), i altres quatre cares. per Víctor. Els 4 costats de Brunswick són exemples excel·lents del cant sofisticat de cabaret de Nova York de mitjans dels anys trenta. Més tard va gravar per a Capitol, Columbia, Decca i, el més important, per a MGM Records, que va publicar el seu únic àlbum complet de cançons, el 1954. El febrer de 1956, Thompson va escriure i gravar la cançó "Eloise" a Cadence Records amb una orquestra. dirigida per Archie Bleyer. La cançó va debutar el 10 de març de 1956 i es va convertir en un èxit del Top 40, venent més de 100.000 còpies.
Durant la dècada de 1950 i principis de 1960, Thompson va ser mentora de la carrera en solitari del jove Andy Williams. Ella li va ajudar a aconseguir un lloc de cant habitual a la nova sèrie nocturna de NBC-TV, "The Tonight Show", presentada per Steve Allen. Va aconseguir que el seu amic Archie Bleyer afegís Williams a la llista d'artistes del seu segell Cadence Records on va escriure moltes de les cançons que va gravar, inclòs l'èxit del Top 20 de 1958 "Promise Me, Love". El 1963, Thompson va combinar la cançó de Nadal "Holiday Season" —una cançó que ella havia escrit i interpretada per primera vegada el 1945— amb la cançó de Nadal d'Irving Berlin "Happy Holiday" de 1942, i la va donar a Williams perquè la cantés. Aquest arranjament i enregistrament medley es va convertir en un èxit molt popular i des de llavors ha estat cobert per molts artistes. Tot i que s'havia negat durant dècades, Williams va admetre a les seves memòries del 2009, "Moon River and Me" (Viking Press), que ell i Thompson havien estat amants secrets durant diversos anys, malgrat la diferència d'edat entre ells.
Thompson va gravar més tard un àlbum de paraules parlades per a Signature Records, "Let's Talk About Russia", que detallava les seves aventures a Moscou. Signature va llançar un senzill de dues cançons de Thompson, "Dasvidanya" i "Moscow Cha Cha". Va ser assessora de la sèrie de televisió de Patti Page de 1957, The Big Record.
Thompson es va mantenir ocupada amb actuacions de discoteca i televisió, a més de supervisar la seva exitosa franquícia "Eloise". Va tornar a viure a Nova York el 1969. Immediatament després de la mort de Judy Garland el 1969, Thompson va aparèixer amb la fillola Liza Minnelli a "Tell Me That You Love Me, Junie Moon" (1970). El 1974, Thompson va dirigir una desfilada de moda al Palau de Versalles, amb una actuació de Minnelli i les col·leccions de Halston, Bill Blass, Oscar de la Renta i Anne Klein.

## Mort
Thompson finalment es va traslladar a l'àtic de l'Upper East Side de Minnelli. El 2 de juliol de 1998, la van trobar inconscient al llit i la van traslladar d'urgència a l'hospital Lenox Hill, on va ser declarada oficialment morta, als 88 anys.

## Vida personal
Thompson es va casar dues vegades:
1. Jack Jenney, trombonista i director d'orquestra, es va casar el 1937, es va divorciar el 1939
2. William Spier, productor de ràdio, es va casar el 1942, es va divorciar el 1947

Després que el seu segon matrimoni fracassés, Thompson va començar una aventura secreta amb Andy Williams (que tenia la meitat de la seva edat) de 1947 a 1961. El desembre de 1961 Williams es va casar amb Claudine Longet. Thompson es va traslladar a Roma i mai es va tornar a trobar.

## Llegat
1. La banda sonora original de Funny Face s'ha remasteritzat i reeditat com una edició ampliada del 60è aniversari, amb vuit cançons alternatives, incloses quatre amb Thompson. La major part del seu treball per a MGM s'ha conservat i publicat a la sèrie de bandes sonores originals de Rhino/Turner Classic Movies, incloses contribucions poc conegudes que va fer per a pel·lícules com Meet the People (1944) i Abbott and Costello in Hollywood (1945). Els seus enregistraments de la dècada de 1930 estan disponibles al CD "Kay Thompson: Queen of Swing Vocal & Her Rhythm Singers" (Baldwin Street Records), produït i anotat per Ted Ono. La resta de la seva carrera discogràfica es recopila a la caixa de 3 CD "Think Pink! A Kay Thompson Party" (Sepia Records), produïda i anotada pel biògraf de Thompson Sam Irvin.
2. El 2003 Thompson va ser inclosa pòstumament al Passeig de la Fama de St. Louis.[23]
3. Minnelli va recrear l'espectacle de discoteca de Thompson per al seu esdeveniment de Broadway, guanyador del premi Tony 2009, "Liza's at the Palace". Va seguir una gravació de CD, un especial de televisió de PBS i un DVD. "Liza's at the Palace" es va inaugurar al teatre Palace de Nova York, una salutació afectuosa a Thompson, la seva padrina. Amb el suport d'un quartet de cantants i ballarins que substituïen els Williams Brothers originals, Minnelli va interpretar cançons (amb els arranjaments vocals originals) de l'espectacle de Thompson, incloent "Clap Yo' Hands"[24][25] i "Hello, Hello".[26][27][28]
4. Hi ha una llista exhaustivament investigada de tots els centenars de crèdits de Thompson per a ràdio, televisió, pel·lícules, escenari, llibres i música a la pestanya "Kayografies" del lloc web de Kay Thompson. Amb més de 300 pàgines de notes finals, barres laterals, cartes, crèdits, etc., el lloc web inclou extres exclusius i complets sobre Thompson, que, per consideracions d'espai, no s'han pogut incloure a Kay Thompson: "From Funny Face to Eloise" de Sam Irvin (publicat de Simon & Schuster).[29]
5. La germana de Thompson, Blanche Hurd, va ser designada com la seva hereva literària i va ser el principal interès de la franquícia d'Eloise a partir de 1998. Després de la mort de Hurd el 2002, la propietat va passar als dos fills d'Hurd, Julie Hurd Szende i John Hurd.

## Filmografia
- I Dood It (patrona del club nocturn) (sense acreditar) (1943)
- Lost in a Harem (cantant) (sense acreditar) (1944)
- Broadway Rhythm  (arranjador vocal) (1944)
- Two Girls and a Sailor  (arranjador vocal) (1944)
- Meet the People (arranjador vocal) (1944)
- Meet Me in St. Louis (arranjador vocal) (sense acreditar) (1944)
- Weekend at the Waldorf (Arranjaments corals)
- Thrill of a Romance (Convidat de l'hotel) (sense acreditar)
- Till the Clouds Roll By (arranjador vocal/membre del públic) (sense acreditar) (1946)
- No Leave, No Love (arranjador vocal/dona glamurosa) (sense acreditar) (1946)
- The Kid from Brooklyn (1946)
- The Harvey Girls  (com a arranjador vocal) (1946)
- Ziegfeld Follies (Escriptor: Una gran dama té una entrevista) (1945)
- Good News (Matrona/Arranjador vocal) (1947)
- The Pirate  (com a arranjador vocal) (1948)
- Lady Possessed (Com a infermera) (1952)
- Funny Face (1957) (com Maggie Prescot)
- Tell Me That You Love Me, Junie Moon (1970) (com Gregory)